# لوسيانو اكوستا
لوتشيانو فيديريكو «لوتشو» أكوستا (بالإسبانية: Luciano Federico "Lucho" Acosta؛ مواليد 31 مايو 1994) هو لاعب كرة قدم أرجنتيني يلعب في في مركز الوسط الهجومي مع نادي سينسيناتي في الدوري الأمريكي لكرة القدم.

## وصلات خارجية
- لوسيانو اكوستا على موقع الدوري الأمريكي (الإنجليزية)
- لوسيانو اكوستا على موقع إي إس بي إن إف سي (الإنجليزية)
- لوسيانو اكوستا على موقع قاعدة بيانات كرة القدم.إي يو (الإنجليزية)
- لوسيانو اكوستا على موقع ليكيب (الفرنسية)
- لوسيانو اكوستا على موقع Soccerbase.com (لاعب) (الإنجليزية)
- لوسيانو اكوستا على موقع Soccerway.com (الإنجليزية)
- لوسيانو اكوستا على موقع عالم كرة القدم.نت (الإنجليزية)
- لوسيانو اكوستا على موقع كووورة
- لوسيانو اكوستا على موقع AS.com (الإسبانية)